# (3581) Alvarez
(3581) Alvarez est un astéroïde de la ceinture principale aréocroiseur.

## Description
(3581) Alvarez est un astéroïde aréocroiseur. Il présente une orbite caractérisée par un demi-grand axe de 2,77 UA, une excentricité de 0,41 et une inclinaison de 28,8° par rapport à l'écliptique.

## Compléments